# 푸른 카벙클
《푸른 카벙클》(The Adventure of the Blue Carbuncle)은 아서 코넌 도일의 56개 셜록 홈즈 단편 소설 중 하나이며, 단편집 《셜록 홈즈의 모험》의 일곱 번째 작품이다. 이 작품은 1892년 스트랜드 잡지(Strand Magazine)에 처음 발표되었다.

## 줄거리
이 이야기는 거의 12월 27일에 맞춰져있다. 왓슨은 크리스마스에 친구인 홈즈를 방문하는데 그는 수위인 피터가 가져다 준 낡은 모자를 살펴보고 있었다. 그 모자는 어떤 남자와 거리의 불량배들이 다투는 과정에서 크리스마스 거위와 함께 길에 떨어져 있던 것이다. 피터는 거위를 주워 집에서 먹고, 거위에서 발견한 카벙클을 가지고 홈즈를 찾아온다. 피터의 아내는 그 보석을 거위의 모이주머니에서 발견했다. 홈즈는 모자의 주인에 대해 몇 가지 흥미로운 추리를 하고 신문에 광고를 내 거위의 주인인 헨리 베이커를 찾아낸다.
홈즈는 이렇게 흥미로운 사건을 놓칠 수 가 없어서 그와 왓슨은 그 도난당한 보석이 어떻게 거위의 모이주머니에 들어왔는지 추적해 보기로 한다. 거위를 떨어뜨린 헨리 베이커씨는 도난 사건에 대해서는 전혀 모르고 있었지만, 홈즈에게 중요한 정보를 주어 런던의 코 번트 가든을 조사한다. 그곳에서 거위를 파는 브리킨리지는 홈즈에게 화를 내고, 최근 알판 여관에 판 거위에 대해 사람들이 자기를 못살게 군다고 불평한다. 분명히 카벙클이 거 위 안에 있다는 걸 아는 다른 사람이 있고, 또 그걸 찾고 있었다.

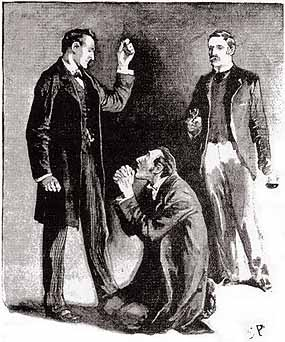
제임스 라이더가 홈즈에게 자비를 구하고 있다.

홈즈는 브릭스톤에 있는 거위 공급업자를 찾아가려 했으나 그럴 필요가 없었다. 브리킨리지가 불평한 자신을 "못살게 구는 사람" 이 나타 난 것이다. 그는 제임스 라이더라는 사람으로 홈즈는 처음에 라이더가 검은 꼬리를 가진 거위 - 거위가 죽고 알을 낳은 보석을 찾고 있지 않냐며 그에게 물었다. 물론 홈즈는 이미 사건을 다 꿰뚫어 본 것이다.
라이더는 자신이 보석도둑으로 쫓기고 있다고 믿고, 자신의 누나가 기르던 거위에게 그 보석을 먹였다라고 말을 했다. 그는 크리스마스때 거위를 한 마리 받기로 되어 있었는데 보석을 먹인 거위가 어느 것인지 알 수가 없었다라고 말을 하였다.
그래서 거위 한 마리를 잡아 배를 갈라보니 보석이 없자, 그는 누나에게 다시 돌아가 누가 알파여관에 거위를 공급했고, 꼬리가 검은 거위가 더 있는지 물었다. 누나는 꼬리가 검은 거위는 두 마리라고 했지만 이미 늦었다. 그녀는 거위를 모두 코벤트 가든의 브리킨리지에게 판 상태였다. 이미 브리킨리지는 거위를 모두 알파여관에게 팔았고 검은 꼬리를 가진 다른 거위는 크리스마스용으로 헨리 베이커에게 팔렸다. 라이더와 일당인 백작부인의 하녀 캐더린 쿠삭은 존 아너에게 죄를 뒤집어 씌웠다.
그러나 홈즈는 지금 몹시 후회하고 있는 라이더를 체포할 경우 후에 더 위험한 범죄자가 될 거라고 생각하고 판단한 후, 그를 경찰에 넘기지 않았다. 라이더는 대륙으로 도주했고, 아너는 석방되었다. 홈즈는 자신은 경찰의 결점을 보완하기 위해 고용된 사람이 아니라고 말을 하였다.